# Kevin Molino
Kevin Molino (* 17. Juni 1990 in Carenage) ist ein Fußballspieler aus Trinidad und Tobago.

## Karriere

### San Juan Jabloteh und Ma Pau SC
In der Jugend spielte er in Trinidad und Tobago bei San Juan Jabloteh. Dort gab er sein Profidebüt. Im Jahr 2009 wechselte er innerhalb der ersten tobagischen Liga zum Ma Pau SC.

### Orlando City(USL)
Am 18. März 2011 unterzeichnete Molino einen Vertrag bei Orlando City, der zu dieser Zeit noch in der United Soccer League aktiv war. Sein erstes Tor in einem Pflichtspiel schoss er am 14. Mai 2011, bei einem 1:0-Sieg gegen die Pittsburgh Riverhounds.
Nach zwei Jahren in der dritten amerikanischen Liga hatte er wochenlange Verhandlungen mit dem niederländischen Erstligisten PSV Eindhoven und dem belgischen Verein Zulte Waregem. Jedoch scheiterten alle Versuche seine Karriere in Europa fortzusetzen. Am 13. März 2013 gab Orlando City dann bekannt, dass Molino für ein weiteres Jahr unterschrieben hat.

### Orlando City SC
Nachdem der Wechsel des Vereins von der USL in die Major League Soccer 2013 akzeptiert wurde, spielt das neu organisierte Franchise seit 2015 in der ersten amerikanischen Liga. Da Molino am 10. Januar 2014, trotz der starken Interessen anderer MLS-Teams und anderer ausländischer Vereine, einen neuen Zweijahresvertrag bei Orlando City unterschrieb, machte ihn dies zum ersten Spieler des Orlando City MLS-Kaders.
Im Mai 2015 riss sich Molino während eines Freundschaftsspiels gegen Ponte Preta das Kreuzband und fiel für die komplette MLS-Spielzeit 2015 aus. Am 3. April 2016 schoss er sein erstes Tor für Orlando City in der MLS, indem er beim 4:1-Sieg gegen die Portland Timbers einen Elfmeter verwandelte.

### Minnesota United
Am 26. Januar 2017 wurde verkündet, dass sich Molino wieder seinem ehemaligen Trainer Adrian Heath, der mittlerweile Minnesota United trainierte, anschließt. Minnesota zahlte eine Ablöse von 650,000 US$ an Orlando City. Die gezahlte Transfersumme ist die Rekordablösesumme der amerikanischen Liga.
Am 11. März 2018 (2. Spieltag) zog er sich im Spiel gegen seinen Ex-Club Orlando City erneut einen Kreuzbandriss zu.

### Columbus Crew
2021 wechselte er zu Columbus Crew. In der Saison 2023 erreichte er mit dem Team die MLS-Playoffs. Nach Ablauf seines Vertrages verließ er den Verein. Im Oktober 2024 ging er zurück in seine Heimat nach Trinidad und Tobago und spielt seitdem für Defence Force.

### Nationalmannschaft
Nachdem Kevin Molino sämtliche Jugend-Nationalmannschaften von Trinidad und Tobago durchlaufen hatte, wurde er 2010 erstmals für die Karibikmeisterschaft in den Kader der A-Nationalmannschaft aus Trinidad und Tobago berufen. Sein erstes Spiel für die Nationalmannschaft absolvierte er am 4. November 2010 gegen Guyana.

## Erfolge

### Ma Pau SC
- Toyota Classic: 2010[13]

### Orlando City
- USL Pro-Meister (2): 2011, 2013
- Commissioners Cup (3): 2011, 2012, 2014

### Nationalmannschaft
- Karibikmeisterschaft-Torschützenkönig: 2014
- Karibikmeisterschaft Finalist: 2014

### Persönlich
- USL-Pro: Bester Spieler der Liga (2): 2012[14], 2014[15]

- USL-Pro Team der Saison: 2014[16]
- USL-Pro Torschützenkönig: 20 (2014)[17]

## Sonstiges
Anfang 2015 erhielt Kevin Molino die Green Card für die USA. Diese berechtigt ihn als Spieler in der MLS zu spielen.